# Нойман, Эггерт
Эггерт Нойман (нем. Eggert Neumann; 30 декабря 1912, Альтенкирхен, Рюген, Германия — 28 мая 1970, Гамбург, Германия) — оберштурмбаннфюрер СС, кавалер Рыцарского креста Железного креста.

## Карьера
1 мая 1933 года вступает в ряды НСДАП (№ 1162622), 10 декабря 1933 — в СС (№ 45654), что дало возможность поступить в фельдегерские час Штеттина, которые вскоре вошли в состав шульцполиции. Перешёл в моторизированные части жандармерии, где 20 апреля 1936 года произведён в лейтенанты.
14 сентядря 1939 года назначен командиром взвода 9-й роты полка СС «Дойчланд». С 1 июля 1940 во время Французской кампании командует мотоциклетным взводом связи дивизии СС «Рейх», с 14 февраля 1941 — взводом 3-й роты 5-го разведывательного батальона СС дивизии СС «Викинг», с 20 июля 1941 — 15-й роты 10-го полка СС «Вестланд».
1 декабря 1941 года получает тяжёлое ранение и 16 апреля 1942 переведён на Балканы полковым адъютантом 14-го горнопехотного полка СС 7-й добровольческой горнопехотной дивизии СС «Принц Евгений», с 1 августа 1942 — 1-й ордонанс-офицер штаба. 14 мая 1944 назначен командиром 7-го разведывательного батальона СС. Принимает участие в антипартизанских операциях в Хорватии и Сербии. 3 ноября 1944 года награждается Рыцарским крестом Железного креста, а 18 декабря 1944 — Немецким крестом в золоте. К 1945 году принимает командование 13-й горно-егерским полком СС 7-й добровольческой горной дивизии СС «Принц Евгений».

## Награды
- Железный крест 2-го класса
- Железный крест 1-го класса
- Рыцарский крест (3 ноября 1944)
- Немецкий крест в золоте (18 декабря 1944)